# Коряков, Ксенофонт Тимофеевич
Ксенофо́нт Тимофе́евич Коряко́в (10 января 1909, Кучко-Памаш, Царевококшайский уезд, Казанская губерния, Российская империя ― 21 июля 1989, Медведево, Марийская АССР, РСФСР, СССР) ― марийский советский педагог, журналист. Редактор журнала «Пионер йÿк» («Голос пионера») и газеты «Ямде лий» («Будь готов!») (1935―1938). Участник Великой Отечественной войны: командир взвода и замполит батальона 656 стрелкового полка 116 стрелковой дивизии на 2-м Украинском фронте, лейтенант. Член ВКП(б).

## Биография
Родился 10 января 1909 года в дер. Кучко-Памаш ныне Моркинского района Марий Эл в крестьянской семье.
В 1930 году окончил Йошкар-Олинский педагогический техникум. Работал учителем школ в Йошкар-Оле, п. Медведево Марийской автономной области, за что в 1934 году Марийский облисполком премировал его карманными часами. В 1932 году издал учебник марийского языка для учеников 3—4 классов марийских школ. В 1935–1938 годах был редактором журнала «Пионер йÿк» («Голос пионера») и газеты «Ямде лий» («Будь готов!»). 
В марте 1942 года призван в Красную Армию. Участник Великой Отечественной войны: с 1943 года ― командир взвода и замполит батальона 656 стрелкового полка 116 стрелковой дивизии на 2-м Украинском фронте, лейтенант. Был дважды ранен. Демобилизовался в октябре 1948 года. Награждён орденом Отечественной войны I степени и медалями, в том числе медалями «За отвагу» и «За боевые заслуги» (1947).
В 1948 году вернулся в Марийскую АССР, жил и работал в п. Медведево: был инспектор роно, учителем марийского языка и литературы в средних школах вплоть до выхода на заслуженный отдых. 
В 1968 и 1986 годах в Марийском книжном издательстве вышли в свет его книги воспоминаний «Самырык коклаште» («Среди молодёжи») и «Нигунамат огыт  мондалт» («Незабываемые»), где он рассказал о встречах с М. Шкетаном, С. Чавайном и другими основоположниками марийской литературы, а также деятелями культуры и искусства Марийской АССР.
Скончался 21 июля 1989 года в п. Медведево Марийской АССР, похоронен там же. 

## Награды
- Орден Отечественной войны I степени (06.04.1985)[5][6][13]
- Медаль «За отвагу» (26.01.1944)[5][6]
- Медаль «За боевые заслуги» (06.11.1947)[5][6]
- Медаль «За победу над Германией в Великой Отечественной войне 1941—1945 гг.» (09.05.1945)[5][6]
- Медаль «За доблестный труд. В ознаменование 100-летия со дня рождения Владимира Ильича Ленина»